# 淡中忠郎
淡中忠郎（1908年12月27日—1986年10月25日）是一位日本数学家。他最有名的工作是淡中-克莱恩对偶，将庞特里亚金对偶推广到非交换紧群。

## 生平
1908年出生于松山市爱媛县。他于东北帝国大学获得学士学位，1934年留校为讲师。1945年升为正式教授。
1986年卒于东京。